# Liste der Stolpersteine in Bacharach
In der Liste der Stolpersteine in Bacharach werden die in Bacharach vorhandenen Stolpersteine aufgeführt, die im Rahmen des Projekts Stolpersteine des Künstlers Gunter Demnig an mehreren Terminen verlegt worden sind. Insgesamt wurden bisher fünf Stolpersteine verlegt.
| Adresse                         | Name                   | Inschrift | Verlegedatum  | Bild | Anmerkung |
| ------------------------------- | ---------------------- | --- | ------------- | ---- | --------- |
| Bauerstraße 5/Ecke Langstraße · | Antonie Herzberg       | Hier wohnte Antonie Herzberg Jg. 1862 deportiert 1942 Theresienstadt 1942 Treblinka ermordet                                         | 22. Aug. 2014 |      |           |
| Langstraße 25 ·                 | Heinrich Paff          | Hier wohnte Heinrich Paff Jg. 1895 Heilanstalt Andernach verlegt 7.5.1941 nach Hadamar ermordet 7.5.1941 Hadamar Aktion T4           | 22. Aug. 2014 |      |           |
| Langstraße 43 ·                 | Emma Keller            | Hier wohnte Emma Keller Jg. 1893 deportiert 1942 Tot in Theresienstadt                                                               | 22. Aug. 2014 |      |           |
| Langstraße 43 ·                 | Willi Keller           | Hier wohnte Willi Keller Jg. 1894 deportiert 1942 Tot in Theresienstadt                                                              | 22. Aug. 2014 |      |           |
| Oberstraße 5 ·                  | Marie C. Louise Jeiter | Hier wohnte M. C. Louise Jeiter Jg. 1891 eingewiesen Heilanstalt Eichberg verlegt 16.11.1944 Heilanstalt Hadamar ermordet 29.11.1944 | 6. Juli 2015  |      |           |